# Адигун, Дуражаие
Дуражаие Адигун (англ. Durajaiye "Duro" Adigun) — нигерийский футболист, защитник. Участник летних Олимпийских игр 1968 года.

## Биография
В 1968 году главный тренер национальной сборной Нигерии Йожеф Эмбер вызвал Дуражаие на летние Олимпийские игры в Мехико. В команде он получил 12 номер. В своей группе Нигерия заняла последнее четвёртое место, уступив Бразилии, Японии и Испании. Дуражаие Адигун на турнире в итоге так и не сыграл.
21 сентября 1969 года сыграл в матче за национальную сборную Нигерии в рамках квалификации на чемпионат мира 1970 против Марокко (1:2).